# Rajd Azorów 2021
Rajd Azorów 2021 (55. Azores Rallye) – 55. Rajd Azorów rozgrywany w Portugalii od 16 do 18 września 2021 roku. Rajd pierwotnie był planowany na marzec, potem przeniesiono go na termin majowy, by w końcu rozegrać we wrześniu. Była to piąta runda Rajdowych Mistrzostw Europy w roku 2021. Rajd został rozegrany na nawierzchni szutrowej. Baza imprezy była zlokalizowana na Azorach w miejscowości Ponta Delgada.
Rajd wygrał, po raz drugi w karierze, norweski zawodnik Andreas Mikkelsen, który o prawie piętnaście sekund pokonał Hiszpana Dani Sordo (był to jego pierwszy start w Mistrzostwach Europy), trzeci był, ze stratą ponad minutową, również Hiszpan Efrén Llarena. W rajdzie debiutował polski zawodnik Mikołaj Marczyk, który zajął piąte miejsce ze stratą ponad trzech minut do zwycięzcy.

## Lista startowa[2]
Poniższa lista startowa obejmuje tylko zawodników startujących i zgłoszonych do rywalizacji w kategorii ERC w najwyższej klasie RC2.
| Nr. | Kierowca             | Pilot                  | Samochód                | Zespół                    |
| --- | -------------------- | ---------------------- | ----------------------- | ------------------------- |
| 1   | Andreas Mikkelsen    | Elliott Edmondson      | Škoda Fabia Rally2 evo  | Toksport WRT              |
| 2   | Mikołaj Marczyk      | Szymon Gospodarczyk    | Škoda Fabia Rally2 evo  | Orlen Team                |
| 3   | Efrén Llarena        | Sara Fernández         | Škoda Fabia Rally2 evo  | Rallye Team Spain         |
| 4   | Alexey Lukyanuk      | Alexey Arnautov        | Citroën C3 Rally2       | Saintéloc Junior Team     |
| 5   | Norbert Herczig      | Ramón Ferencz          | Škoda Fabia Rally2 evo  | Škoda Rally Team Hungaria |
| 6   | Dani Sordo           | Cándido Carrera        | Hyundai i20 R5          | Team MRF Tyres            |
| 7   | Erik Cais            | Jindřiška Žáková       | Ford Fiesta Rally2      | Yacco ACCR Team           |
| 8   | Nil Solans           | Marc Martí             | Škoda Fabia Rally2 evo  | Rallye Team Spain         |
| 9   | Yoann Bonato         | Benjamin Boulloud      | Citroën C3 Rally2       | CHL Sport Auto            |
| 10  | Ricardo Moura        | António Costa          | Škoda Fabia R5          | Ricardo Moura             |
| 11  | Umberto Scandola     | Guido D’Amore          | Hyundai i20 R5          | Hyundai Rally Team Italia |
| 12  | Luís Rego Jr.        | Jorge Henriques        | Škoda Fabia Rally2 evo  | Luís Rego Jr              |
| 14  | Adrian Chwietczuk    | Jarosław Baran         | Škoda Fabia Rally2 evo  | Hołowczyc Racing          |
| 15  | Luis Vilariño García | José Murado González   | Škoda Fabia Rally2 evo  | Luis Vilariño García      |
| 16  | Rúben Rodrigues      | Estevão Rodrigues      | Citroën C3 Rally2       | Rúben Rodrigues           |
| 17  | Benito Guerra Jr.    | Daniel Cué             | Škoda Fabia Rally2 evo  | Benito Guerra Jr.         |
| 18  | Rafael Botelho       | Rui Raimundo           | Škoda Fabia R5          | Rafael Botelho            |
| 19  | Pedro Antunes        | Pedro Alves            | Citroën C3 Rally2       | Play Racing               |
| 20  | Rachele Somaschini   | Nicola Arena           | Citroën C3 Rally2       | Rachele Somaschini        |
| 21  | Aloísio Monteiro     | Sancho Eiró            | Škoda Fabia Rally2 evo  | Aloísio Monteiro          |
| 22  | Bruno Amaral         | Rui Medeiros           | Ford Fiesta R5          | Bruno Amaral              |
| 24  | Dmitry Feofanov      | Normunds Kokins        | Suzuki Swift R4         | Dmitry Feofanov           |
| 25  | Javier Pardo Siota   | Adrián Pérez Fernández | Suzuki Swift R4LLY S    | Suzuki Motor Ibérica      |
| 26  | Joan Vinyes          | Jordi Mercader         | Suzuki Swift R4LLY S    | Suzuki Motor Ibérica      |
| 27  | Victor Cartier       | Fabien Craen           | Toyota Yaris Rally2-Kit | Victor Cartier            |

## Zwycięzcy odcinków specjalnych[3]
| Dzień | Numer odcinka | Nazwa odcinka        | Długość  | Zwycięzca odcinka | Samochód               | Czas    | Lider rajdu       |
| ----- | ------------- | -------------------- | -------- | ----------------- | ---------------------- | ------- | ----------------- |
| 17.IX | OS1           | Graminhais 1         | 24,03 km | Ricardo Moura     | Škoda Fabia Rally2 evo | 17:19,0 | Ricardo Moura     |
| 17.IX | OS2           | Tronqueira 1         | 21,89 km | Alexey Lukyanuk   | Citroën C3 Rally2      | 18:26,5 | Ricardo Moura     |
| 17.IX | OS3           | Vila Franca São Brás | 15,96 km | Ricardo Moura     | Škoda Fabia Rally2 evo | 12:05,1 | Ricardo Moura     |
| 17.IX | OS4           | Graminhais 2         | 24,03 km | Andreas Mikkelsen | Škoda Fabia Rally2 evo | 16:44,0 | Ricardo Moura     |
| 17.IX | OS5           | Tronqueira 2         | 21,89 km | Dani Sordo        | Hyundai i20 R5         | 18:06,5 | Ricardo Moura     |
| 17.IX | OS6           | Grupo Marques 1      | 4,10 km  | Andreas Mikkelsen | Škoda Fabia Rally2 evo | 3:23,9  | Dani Sordo        |
| 18.IX | OS7           | Coroa da Mata 1      | 11,40 km | Andreas Mikkelsen | Škoda Fabia Rally2 evo | 8:54,5  | Dani Sordo        |
| 18.IX | OS8           | Feteiras 1           | 7,46 km  | Andreas Mikkelsen | Škoda Fabia Rally2 evo | 5:39,0  | Andreas Mikkelsen |
| 18.IX | OS9           | Sete Cidades 1       | 24,01 km | Dani Sordo        | Hyundai i20 R5         | 16:46,2 | Andreas Mikkelsen |
| 18.IX | OS10          | Grupo Marques 2      | 4,10 km  | Dani Sordo        | Hyundai i20 R5         | 3:24,6  | Dani Sordo        |
| 18.IX | OS11          | Coroa da Mata 2      | 11,40 km | Andreas Mikkelsen | Škoda Fabia Rally2 evo | 8:40,3  | Andreas Mikkelsen |
| 18.IX | OS12          | Feteiras 2           | 7,46 km  | Andreas Mikkelsen | Škoda Fabia Rally2 evo | 5:30,4  | Andreas Mikkelsen |
| 18.IX | OS13          | Sete Cidades 2       | 24,01 km | Andreas Mikkelsen | Škoda Fabia Rally2 evo | 16:24,1 | Andreas Mikkelsen |

## Wyniki końcowe rajdu[4]
| Miejsce | Kierowca             | Pilot                  | Samochód                | Czas      | Strata   | Pkt ERC |
| ------- | -------------------- | ---------------------- | ----------------------- | --------- | -------- | ------- |
| 1       | Andreas Mikkelsen    | Elliott Edmondson      | Škoda Fabia Rally2 evo  | 2:32:31,5 | –        | 30+9    |
| 2       | Dani Sordo           | Cándido Carrera        | Hyundai i20 R5          | 2:32:46,3 | +14,8    | 24+9    |
| 3       | Efrén Llarena        | Sara Fernández         | Škoda Fabia Rally2 evo  | 2:33:38,0 | +1:06,5  | 21+5    |
| 4       | Ricardo Moura        | António Costa          | Škoda Fabia R5          | 2:33:41,2 | +1:09,7  | 19+5    |
| 5       | Mikołaj Marczyk      | Szymon Gospodarczyk    | Škoda Fabia Rally2 evo  | 2:35:36,5 | +3:05,0  | 17      |
| 6       | Umberto Scandola     | Guido D’Amore          | Hyundai i20 R5          | 2:36:34,5 | +4:03,0  | 15+1    |
| 7       | Luís Rego Jr.        | Jorge Henriques        | Škoda Fabia Rally2 evo  | 2:37:51,2 | +5:19,7  | 13      |
| 8       | Benito Guerra Jr.    | Daniel Cué             | Škoda Fabia Rally2 evo  | 2:39:21,8 | +6:50,3  | 11      |
| 9       | Rafael Botelho       | Rui Raimundo           | Škoda Fabia R5          | 2:41:57,4 | +9:25,9  | 9       |
| 10      | Javier Pardo Siota   | Adrián Pérez Fernández | Suzuki Swift R4LLY S    | 2:45:53,1 | +13:21,6 | 7       |
| 11      | Luis Vilariño García | José Murado González   | Škoda Fabia Rally2 evo  | 2:48:16,6 | +15:45,1 | 5       |
| 12      | Victor Cartier       | Fabien Craen           | Toyota Yaris Rally2-Kit | 2:08:32,5 | +8:25,3  | 4       |
| 13      | Bruno Amaral         | Rui Medeiros           | Ford Fiesta R5          | 2:50:37,7 | +18:06,2 | 3       |
| 14      | Dmitry Feofanov      | Normunds Kokins        | Suzuki Swift R4         | 2:53:01,8 | +20:30,3 | 2       |
| 15      | Joan Vinyes          | Jordi Mercader         | Suzuki Swift R4LLY S    | 2:53:21,4 | +20:49,9 | 1       |

## Klasyfikacja RME po 5 rundach
Kierowcy
Punkty w klasyfikacji generalnej ERC otrzymuje 15 pierwszych zawodników, którzy uczestniczą w programie ERC i ukończą wyścig, punktowanie odbywa się według klucza:
| Miejsce | 1  | 2  | 3  | 4  | 5  | 6  | 7  | 8  | 9 | 10 | 11 | 12 | 13 | 14 | 15 |
| Punkty  | 30 | 24 | 21 | 19 | 17 | 15 | 13 | 11 | 9 | 7  | 5  | 4  | 3  | 2  | 1  |

Dodatkowo po każdym etapie (dniu) rajdu prowadzona jest osobna klasyfikacja, w której przyznawano punkty pierwszym pięciu zawodnikom, według klucza 5-4-3-2-1. W tabeli podano, które miejsce zajął zawodnik, a w indeksie górnym ile zdobył punktów za ukończenie poszczególnych etapów na punktowanym miejscu.
| Poz. | Kierowca            | POL   | LVA   | ITA   | CZE   | AZO   | PRT | HUN | ESP | Punkty | 7 naj |
| ---- | ------------------- | ----- | ----- | ----- | ----- | ----- | --- | --- | --- | ------ | ----- |
| 1    | Andreas Mikkelsen   | 224+9 | 517+5 | 811   | 224+7 | 130+9 |     |     |     | 136    | 136   |
| 2    | Efrén Llarena       | 615   | 419+3 | 419+5 | 615   | 321+5 |     |     |     | 102    | 102   |
| 3    | Mikołaj Marczyk     | 321+4 | 615+1 | 517+2 | 517+1 | 517   |     |     |     | 95     | 95    |
| 4    | Aleksiej Łukjaniuk  | 130+8 | 321+5 | NU0+3 | NW    | NU    |     |     |     | 67     | 67    |
| 5    | Norbert Herczig     | 517   | 133   | 321+5 | 419+2 | NU    |     |     |     | 67     | 67    |
| 6    | Craig Breen         | 420+4 | 224+6 | 9     |       |       |     |     |     | 43     | 43    |
| 7    | Nikolay Gryazin     | NU    | 130+9 | 21    |       |       |     |     |     | 39     | 39    |
| 8    | Giandomenico Basso  |       |       | 130+9 |       |       |     |     |     | 39     | 39    |
| 9    | Jan Kopecký         |       |       |       | 130+9 |       |     |     |     | 39     | 39    |
| 10   | Dani Sordo          |       |       |       |       | 224+9 |     |     |     | 33     | 33    |
| 11   | Erik Cais           | 9     | 811+1 | 107   | NU5   | NU    |     |     |     | 33     | 33    |
| 12   | Andrea Crugnola     |       |       | 224+5 |       |       |     |     |     | 29     | 29    |
| 13   | Filip Mareš         |       |       |       | 321+4 |       |     |     |     | 25     | 25    |
| 14   | Nil Solans          | 419+1 | 115   | NU    |       | NU    |     |     |     | 25     | 25    |
| 15   | Ricardo Moura       |       |       |       |       | 419+5 |     |     |     | 24     | 24    |
| 16   | Umberto Scandola    | 133   | NU    | 124   | WD    | 615+1 |     |     |     | 23     | 23    |
| 17   | Simone Tempestini   | NU    | 107   | 713+1 |       |       |     |     |     | 21     | 21    |
| 18   | Yoann Bonato        | 811   | 151   | 16    | 9     | NU    |     |     |     | 21     | 21    |
| 19   | Emilio Fernández    | 115+2 | 9     |       |       |       |     |     |     | 16     | 16    |
| 20   | Fabio Andolfi       |       |       | 615   |       |       |     |     |     | 15     | 15    |
| 21   | Wojciech Chuchała   | 713+2 |       |       |       |       |     |     |     | 15     | 15    |
| 22   | Callum Devine       | 142   | 44    | 19    | 713   |       |     |     |     | 15     | 15    |
| 23   | Eerik Pietarinen    |       | 713   |       |       |       |     |     |     | 13     | 13    |
| 24   | Luis Rego Jr.       |       |       |       |       | 713   |     |     |     | 13     | 13    |
| 25   | Miroslav Jakeš      |       |       |       | 811   |       |     |     |     | 11     | 11    |
| 26   | Benito Guerra       |       |       |       |       | 811   |     |     |     | 11     | 11    |
| 27   | Rafael Botelho      |       |       |       |       | 9     |     |     |     | 9      | 9     |
| 28   | Javier Pardo        | 23    |       | 26    |       | 107   |     |     |     | 7      | 7     |
| 29   | Grzegorz Grzyb      | 107   |       |       |       |       |     |     |     | 7      | 7     |
| 30   | Martin Koči         |       |       |       | 107   |       |     |     |     | 7      | 7     |
| 31   | Luis Vilariño       | WD    | 26    | 24    | 151   | 115   |     |     |     | 6      | 6     |
| 32   | Giacomo Scattolon   |       |       | 115   |       |       |     |     |     | 5      | 5     |
| 33   | Petr Semerád        |       |       |       | 115   |       |     |     |     | 5      | 5     |
| 34   | Adrian Chwietczuk   | 124   |       |       |       | 17    |     |     |     | 4      | 4     |
| 35   | Victor Cartier      | 30    | NU    | 41    | NU    | 124   |     |     |     | 4      | 4     |
| 36   | Georg Linnamae      | WD    | 124   |       |       |       |     |     |     | 4      | 4     |
| 37   | Martin Vlček        |       |       |       | 124   |       |     |     |     | 4      | 4     |
| 38   | Alberto Battistolli | 19    | 16    | NU    | 133   |       |     |     |     | 3      | 3     |
| 39   | Grégoire Munster    | 20    | 17    | 133   |       |       |     |     |     | 3      | 3     |
| 40   | Bruno Amaral        |       |       |       |       | 133   |     |     |     | 3      | 3     |
| 41   | Ken Torn            | 25    | 18    | 28    | 142   |       |     |     |     | 2      | 2     |
| 42   | Dmitry Feofanov     | 29    | 24    | 40    | NU    | 142   |     |     |     | 2      | 2     |
| 43   | Raul Jeets          |       | 142   |       |       |       |     |     |     | 2      | 2     |
| 44   | Iván Ares           |       |       | 142   |       |       |     |     |     | 2      | 2     |
| 45   | Joan Vinyes         | 31    |       | 27    |       | 151   |     |     |     | 1      | 1     |
| 46   | Dominik Stříteský   |       |       | 151   | NU    |       |     |     |     | 1      | 1     |
| 47   | Roland Poom         | 151   |       |       |       |       |     |     |     | 1      | 1     |
| Poz. | Kierowca            | POL   | LVA   | ITA   | CZE   | AZO   | PRT | HUN | ESP | Punkty | 7 naj |

| Kolor     | Opis                   |
| --------- | ---------------------- |
| Złoty     | Zwycięzca              |
| Srebrny   | 2. miejsce             |
| Brązowy   | 3. miejsce             |
| Zielony   | Punktowane miejsce     |
| Niebieski | Ukończył nie punktował |
| Fioletowy | Nie ukończył NU        |
| Czarny    | Wykluczony X           |
| Biały     | Nie wystartował NW     |
| Puste     | Nie brał udziału       |